# Copa da Escócia de 1979–80
A Copa da Escócia de 1979-80 foi a 95º edição do torneio mais antigo do futebol da Escócia. O campeão foi o Celtic F.C., que conquistou seu 26º título na história da competição ao vencer a final contra o Rangers F.C., pelo placar de 1 a 0.

## Premiação
| Copa da Escócia de 1979-80       |
| Escócia                          |
| -------------------------------- |
| Celtic F.C. Campeão (26º título) |